# Atopsyche major
Atopsyche major är en nattsländeart som beskrevs av Schmid 1989. Atopsyche major ingår i släktet Atopsyche och familjen Hydrobiosidae. Inga underarter finns listade i Catalogue of Life.